# Pulpito del duomo di Siena
Il pulpito del duomo di Siena fu realizzato da Nicola Pisano e dalla sua bottega tra il 1265 e il 1268. È stato per lungo tempo attribuito a suo figlio Giovanni Pisano; ma recenti scoperte documentarie ne hanno ormai comprovato la realizzazione ad opera di Nicola Pisano, con la collaborazione del suo giovane figlio Giovanni Pisano, del giovane Arnolfo di Cambio, di Goro e dei fratelli Lapo e Donato di Ricevuto. È una delle opere scultoree più importanti del Duecento italiano, se non la più importante in assoluto nella storia della scultura italiana di questo secolo.

## Storia
Il pulpito non è datato, né firmato dall'autore. Ciononostante esiste una ricca documentazione che permette non solo di attribuire l'opera a Nicola Pisano e ai suoi giovani allievi (il figlio Giovanni, Arnolfo di Cambio, Goro, Lapo e Donato), ma anche di risalire con esattezza all'inizio e fine dell'opera. Il contratto di allogagione, in cui l'Opera del Duomo di Siena e Nicola Pisano stabiliscono i contenuti, materiali e modalità di lavoro e pagamento dell'opera, risale al 29 settembre 1265. Esistono poi una serie di pagamenti che si susseguono nel 1267 e 1268, l'ultimo dei quali data al 6 novembre 1268. Queste due date possono quindi essere considerate quelle ufficiali di inizio e terminazione dell'opera.
Il pulpito era originariamente sotto l'esagono della cupola e rimaneva sulla destra guardando il coro dalla navata centrale. Nel 1532 fu spostato nella posizione attuale e nel 1543 fu dotato di una scala e di un ponte rinascimentali, scolpiti da Bernardino di Giacomo nel 1536-1539, su probabile disegno di Baldassarre Peruzzi (prima di allora il pulpito aveva una scala e un ponte di Nicola Pisano, oggi perduti). In quell'occasione il pulpito fu collocato su un piedistallo marmoreo, presente ancora oggi, che ne accresce l'altezza complessiva.

## Descrizione

Schema delle sculture del pulpito

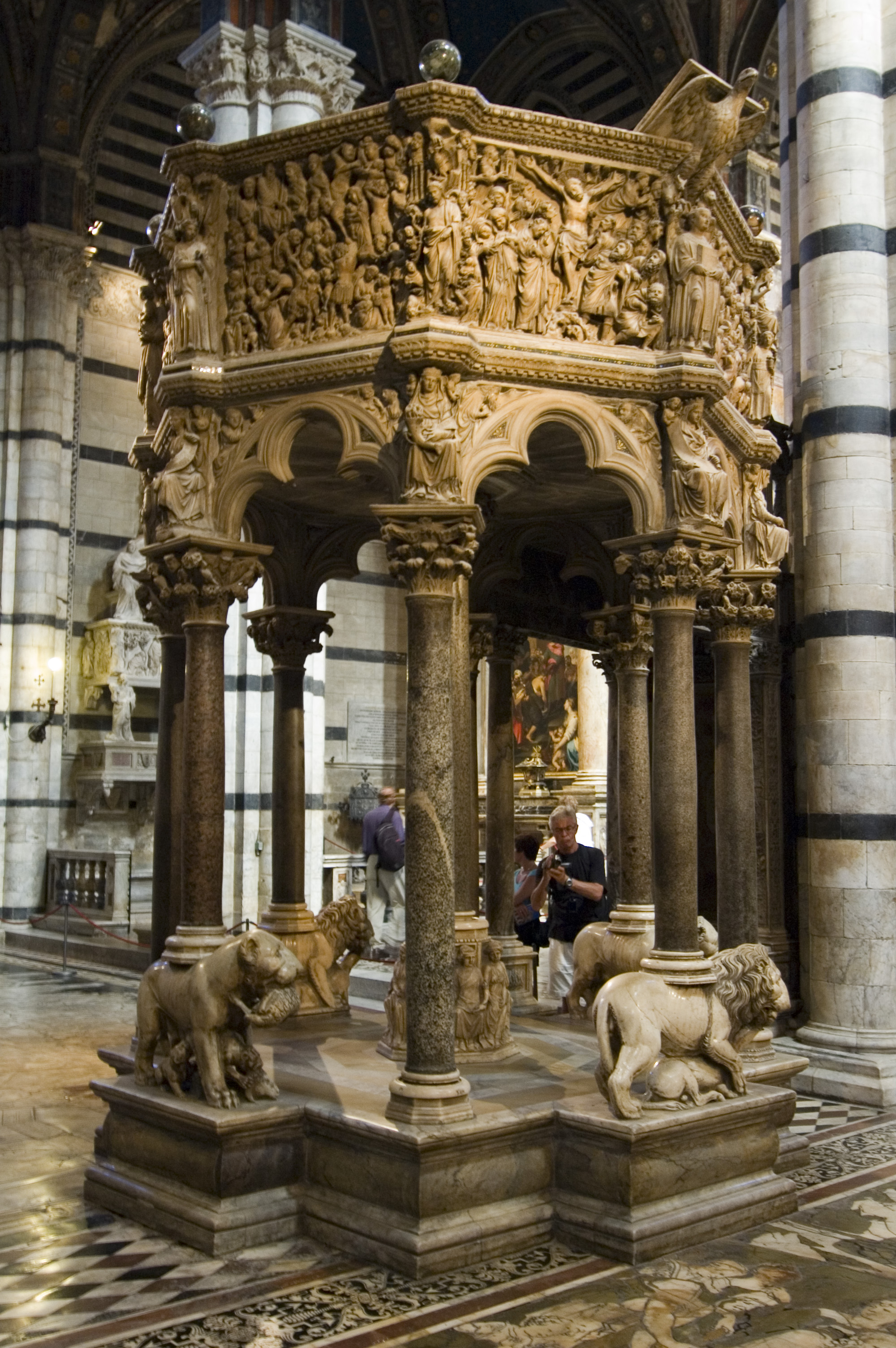
Veduta dal lato della Crocifissione

La struttura venne ripresa dal precedente pulpito del battistero di Pisa, terminato dallo stesso Nicola Pisano nel 1260. La base è ottagonale e le scene dei pannelli principali sono, a partire dal ponte di accesso al pulpito:
1. Visitazione e Natività
2. Adorazione dei Magi
3. Presentazione al Tempio e Fuga in Egitto
4. Strage degli Innocenti
5. Crocifissione
6. Giudizio Universale - gli Eletti
7. Giudizio Universale - i Dannati

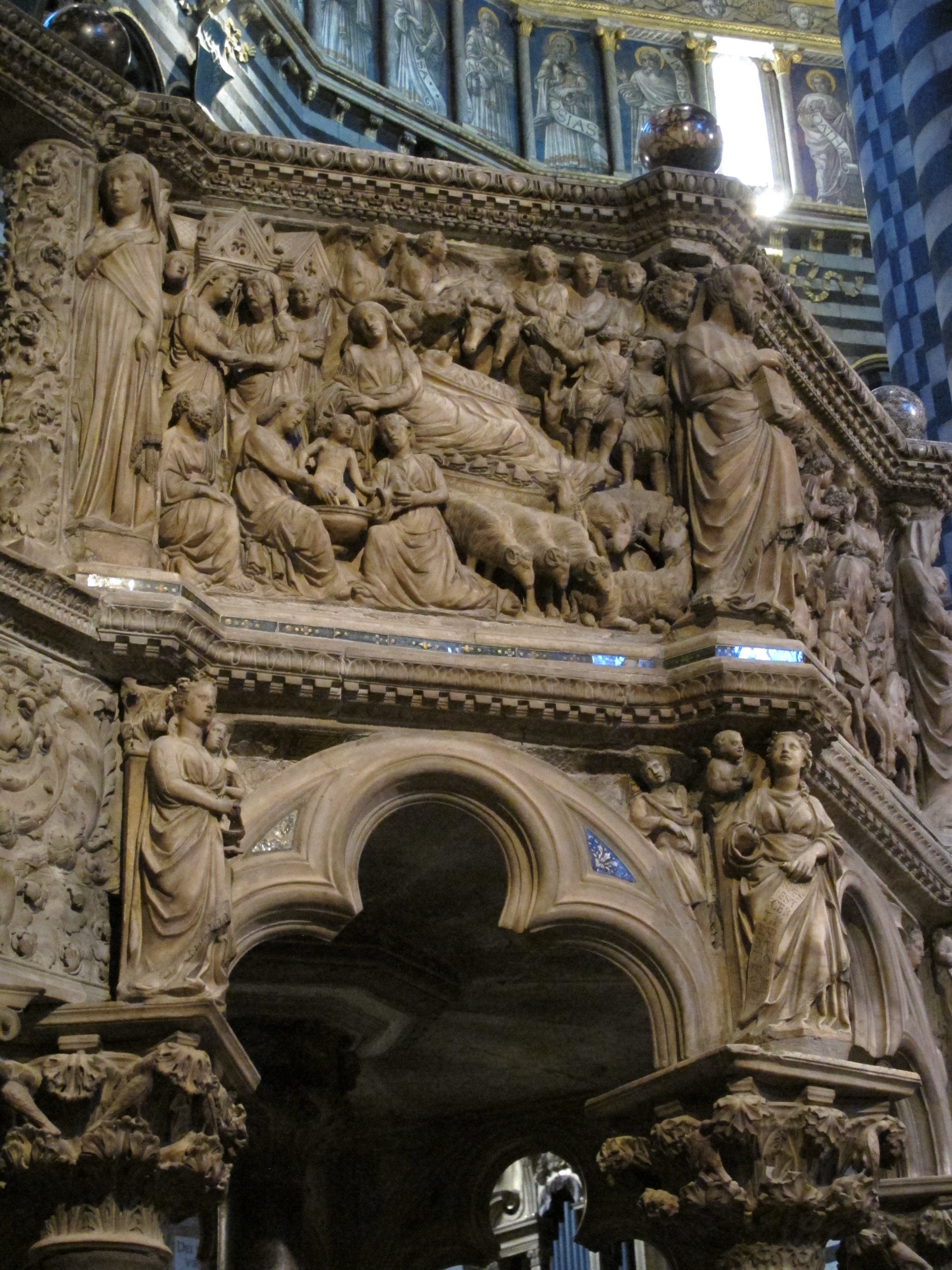
Visitazione e Natività
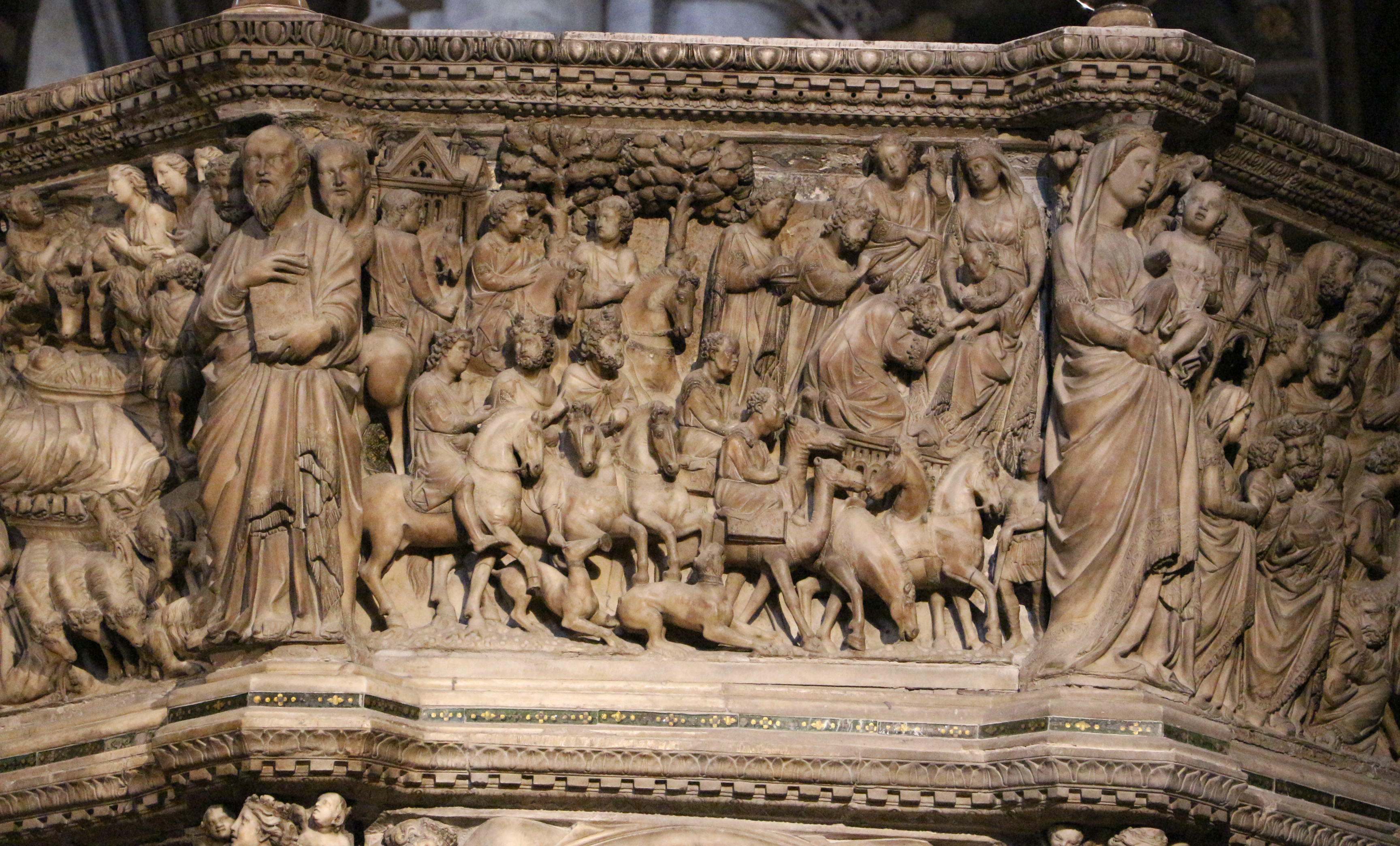
Adorazione dei Magi
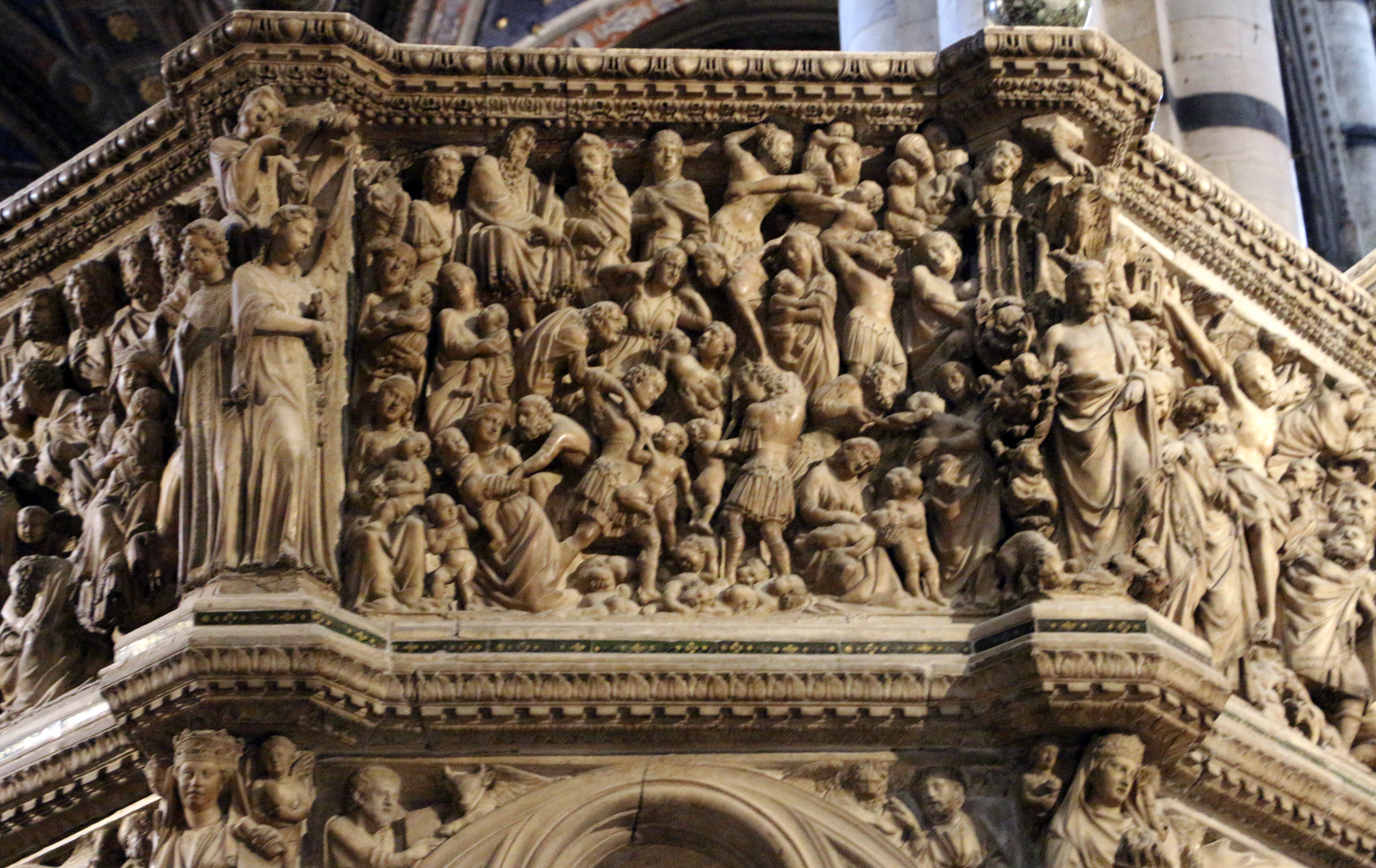
Strage degli Innocenti
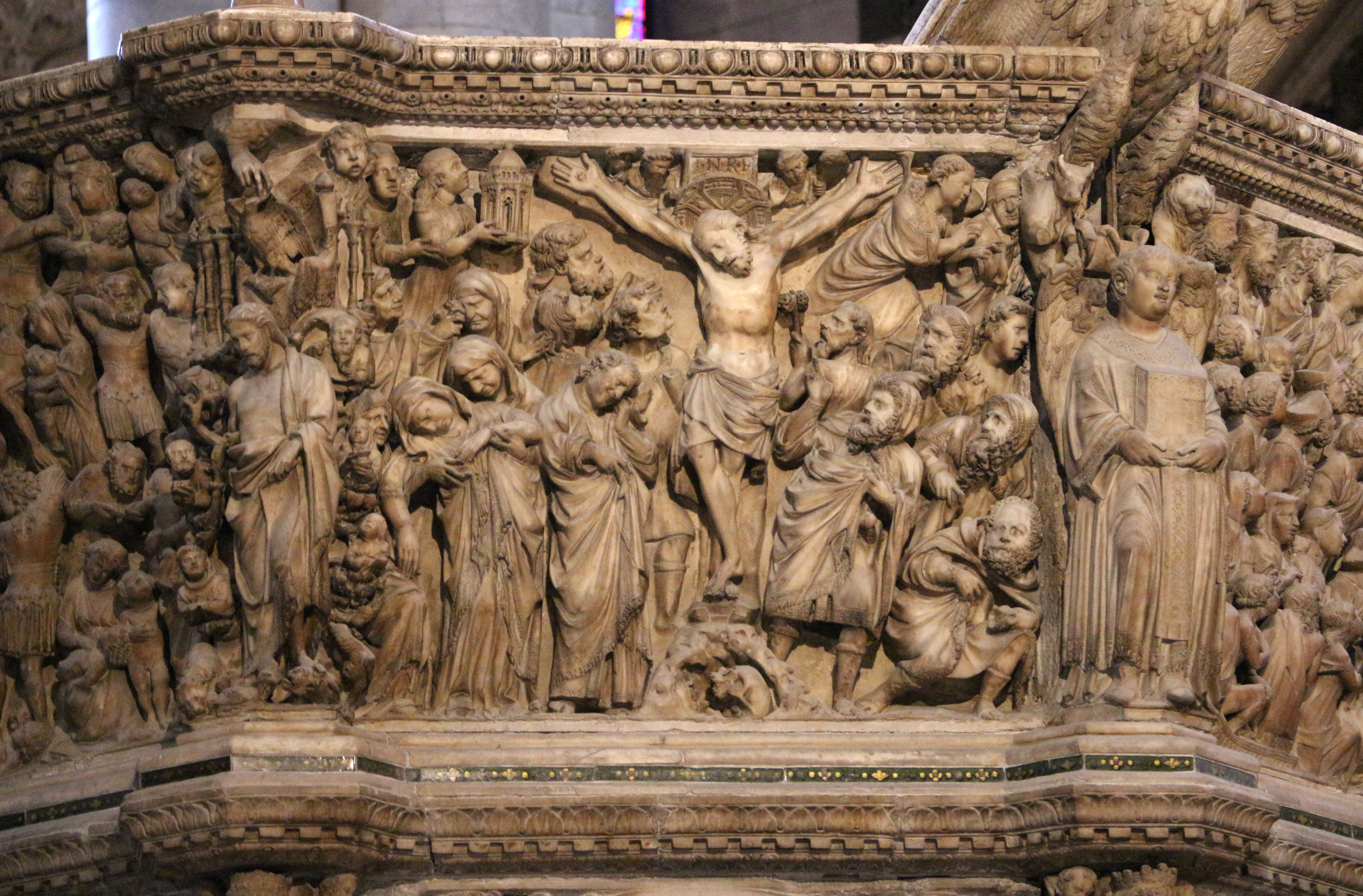
Crocifissione
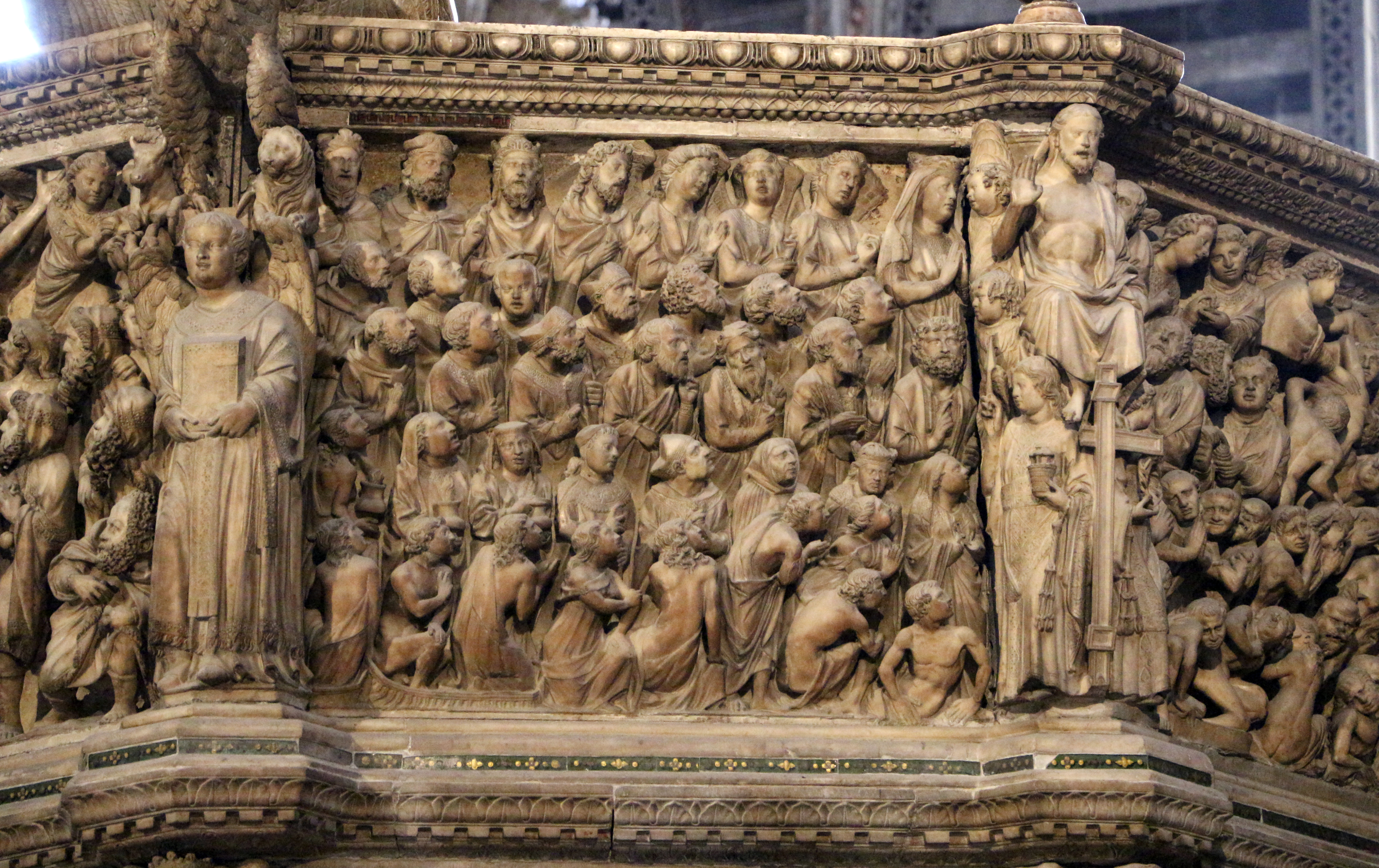
Giudizio Universale

Sugli spigoli ci sono figure che sporgono maggiormente rispetto alle figure dei pannelli. Tali figure sono, dallo spigolo confinante con il ponte di accesso al pulpito:

A. Madonna Annunciata (alla destra del ponte)

B. San Paolo tra i discepoli Tito e Timoteo

C. Madonna col Bambino

D. Due Angeli

E. Cristo Mistico

F. Simboli dei Quattro Evangelisti

G. Cristo Giudice

H. Angelo (alla sinistra del ponte)
Queste figure rappresentano sovente elementi narrativi tra le scene. Ad esempio, la coppia dell’Angelo e della Madonna Annunciata agli spigoli confinanti con il ponte rappresentano, nel complesso, la scena dell’Annunciazione che precede quella della Natività immediatamente successiva. Allo stesso modo il Cristo Mistico raffigurante l'eucaristia, si pone sullo spigolo tra la Strage degli Innocenti e la Crocifissione. Anche gli Evangelisti dopo la scena della Crocifissione raffigurano idealmente la diffusione della Parola di Dio dopo la sua morte, per non parlare del Cristo Giudice nel mezzo ai due pannelli del Giudizio Universale. Le figure degli spigoli permettono quindi un continuum narrativo, oltre che decorativo.
Il pulpito poggia su nove colonne dotate di capitelli in stile corinzio. La colonna centrale poggia su una base ottagonale adornata con le figure della arti liberali e della filosofia. Queste raffigurazioni sono presenti per la prima volta su un oggetto di arte sacra e trovano un loro significato in quanto arti nobili in grado di elevare il cristiano verso Dio. Quattro delle otto colonne laterali poggiano su leoni stilofori e le altre quattro direttamente sul terreno. Le colonne erano originariamente in marmo e nel corso del XIV secolo sostituite con l'attuale diaspro colorato.
Le otto colonne laterali sorreggono archi a tutto sesto trilobati sui cui sguanci sono presenti coppie di Profeti o Evangelisti (questi ultimi riconoscibili per i simboli corrispondenti del leone alato, toro, angelo e aquila). Tra gli archi, sopra i capitelli sono invece presenti figure spesso sedute raffiguranti Virtù. È interessante notare che le Virtù non sono solo quelle teologali (Fede, Speranza e Carità) e cardinali (Fortezza, Temperanza, Giustizia e prudenza), ma anche di altra natura (ad esempio la Logica), altro segno di un'ulteriore convinzione che espressioni dell'intelletto umano potessero elevare l'uomo a Dio.

## Stile
Rispetto al precedente pulpito del battistero di Pisa, ultimato dallo stesso artista nel 1260, il pulpito di Siena presenta importanti differenze architettoniche, di struttura e stilistiche, pur essendone una chiara derivazione. La base è ottagonale, anziché esagonale, e la descrizione si arricchisce dei pannelli della Strage degli Innocenti e della dilatazione del Giudizio Universale in due pannelli (presente come pannello unico a Pisa). 
Venne abolita la struttura a pannelli isolati, a favore di uno schema più continuo e animato, intervallato solo da sculture di figure più grandi e rese ad alto rilievo sugli spigoli, anziché dalle cornici e terne dalle semicolonnine pisane. Questo garantisce un unicum narrativo, oltre che decorativo, come già visto.

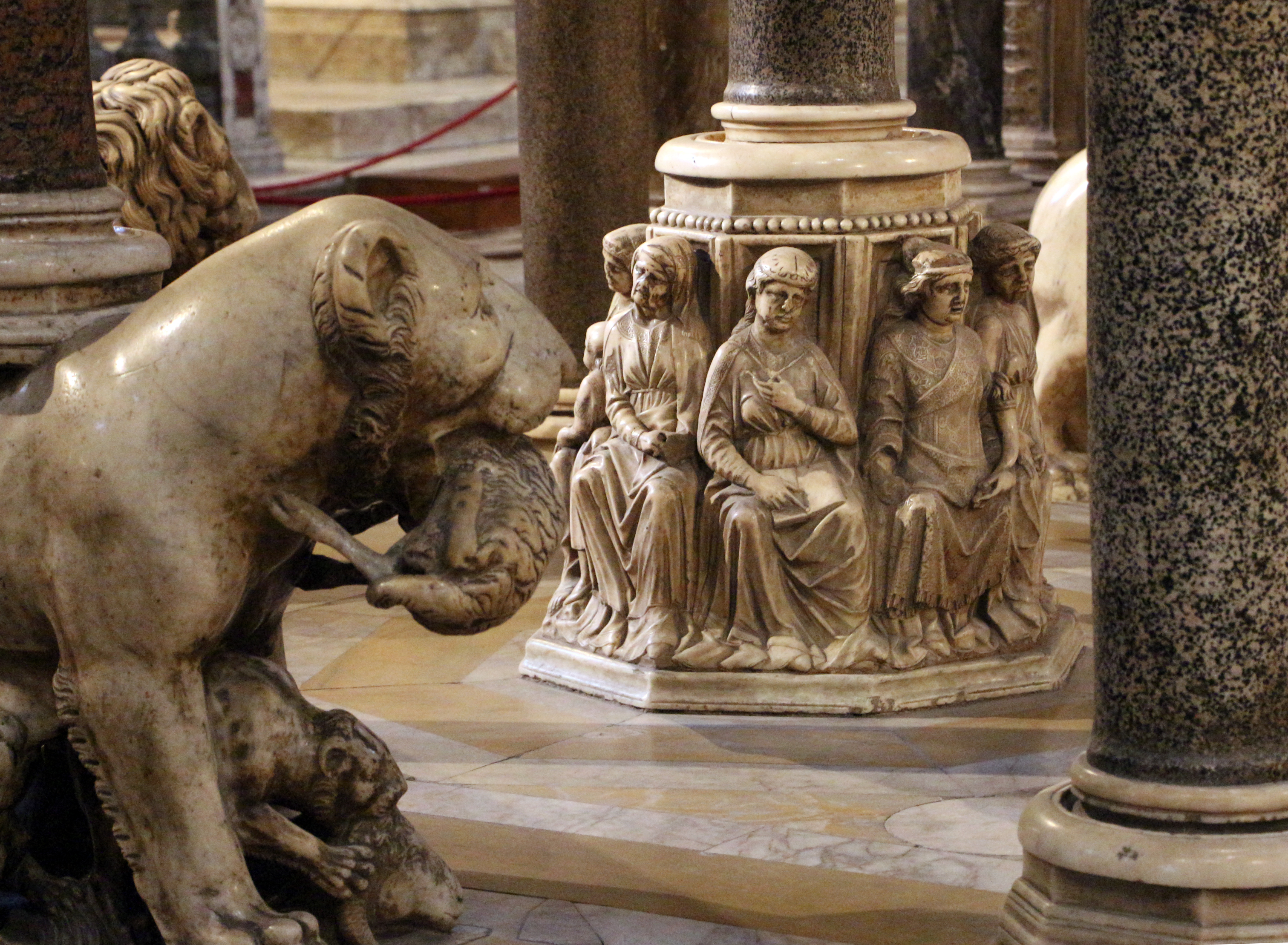
Personificazioni di arti liberali sullo zoccolo centrale

Significativa è anche la presenza delle personificazioni di sette arti liberali e della filosofia (sullo zoccolo centrale basso) e della Logica (sopra uno dei capitelli). Queste figure, assenti a Pisa dove sullo zoccolo centrale erano presenti telamoni umani e animali, mostrano una crescente convinzione che tali arti potessero contribuire a facilitare la ricerca di Gesù Cristo.
Una delle differenze stilistiche più importanti riguarda la struttura dei rilievi dei pannelli principali, molto diversa rispetto a quella di Pisa, con scene molto affollate nelle quali i piccoli personaggi sono disposti su ben quattro o cinque piani sovrapposti, secondo un ritmo molto concitato, sottolineato anche da gesti animati ed espressioni corrucciate. Le figure hanno perso la solennità classicheggiante di quelle di Pisa, hanno gesti e movimenti più realistici e intrattengono rapporti più diretti ed umanizzati con le figure circostanti. 
A titolo di esempio possiamo citare il Cristo Crocifisso, più sofferente sotto il peso del proprio corpo, e della Madonna della Natività, con le braccia disposte in modo più naturale e il volto meno fiero, intento a rivolgere l'attenzione verso il bagnetto del piccolo sottostante. Diversa è anche la postura di Simeone che accoglie il piccolo nella scena della Presentazione al Tempio: molto rigido a Pisa intento a raccogliere la solennità del momento, leggermente piegato sul proprio corpo per osservare meglio il bambino qui a Siena. Anche la Madonna addolorata della scena della Crocifissione è ben diversa. Svenuta per il proprio dolore in entrambi i casi, ma qui lo svenimento è accompagnato da una torsione del busto più naturale e una caduta più libera del braccio.
La ricerca di maggiore affollamento e drammaticità da parte di Nicola Pisano ha permesso anche l'aggiunta di piccole scene aggiuntive nei vari pannelli, come la Visitazione nella scena della Natività e della Fuga in Egitto nella scena della Presentazione al Tempio, entrambi assenti a Pisa. È significativa anche la scelta della Strage degli Innocenti e di un nuovo pannello del Giudizio Finale, come pannelli aggiuntivi nel passaggio da sei a otto lati: entrambe le scene ben si prestavano alla maggiore ricerca di sovraffollamento e drammaticità.
Molte fonti parlano di un'opera "classicheggiante" a Pisa e "goticheggiante" a Siena, anche se è forse più corretto parlare di una diversa ispirazione classica: per Nicola, gotico e classico non sono due estremi in antitesi, probabilmente anzi i nuovi schemi compositivi sono frutto di uno studio su rappresentazioni di battaglia su sarcofagi del III secolo; a Siena inoltre il retaggio classico è meno forte di Pisa ed è possibile che i committenti avessero optato per una rappresentazione più patetica e sovraccarica.